# Zybułtowo
Zybułtowo (Duits: Seewalde) is een dorp in de Poolse woiwodschap Ermland-Mazurië. De plaats maakt deel uit van de gemeente Grunwald.